# Malga Artillone
La malga Artillone (o Artilone oppure Artilóm) è uno degli alpeggi localizzati sul Monte Baldo, facente parte del comune di Avio, nella provincia autonoma di Trento.

## Storia

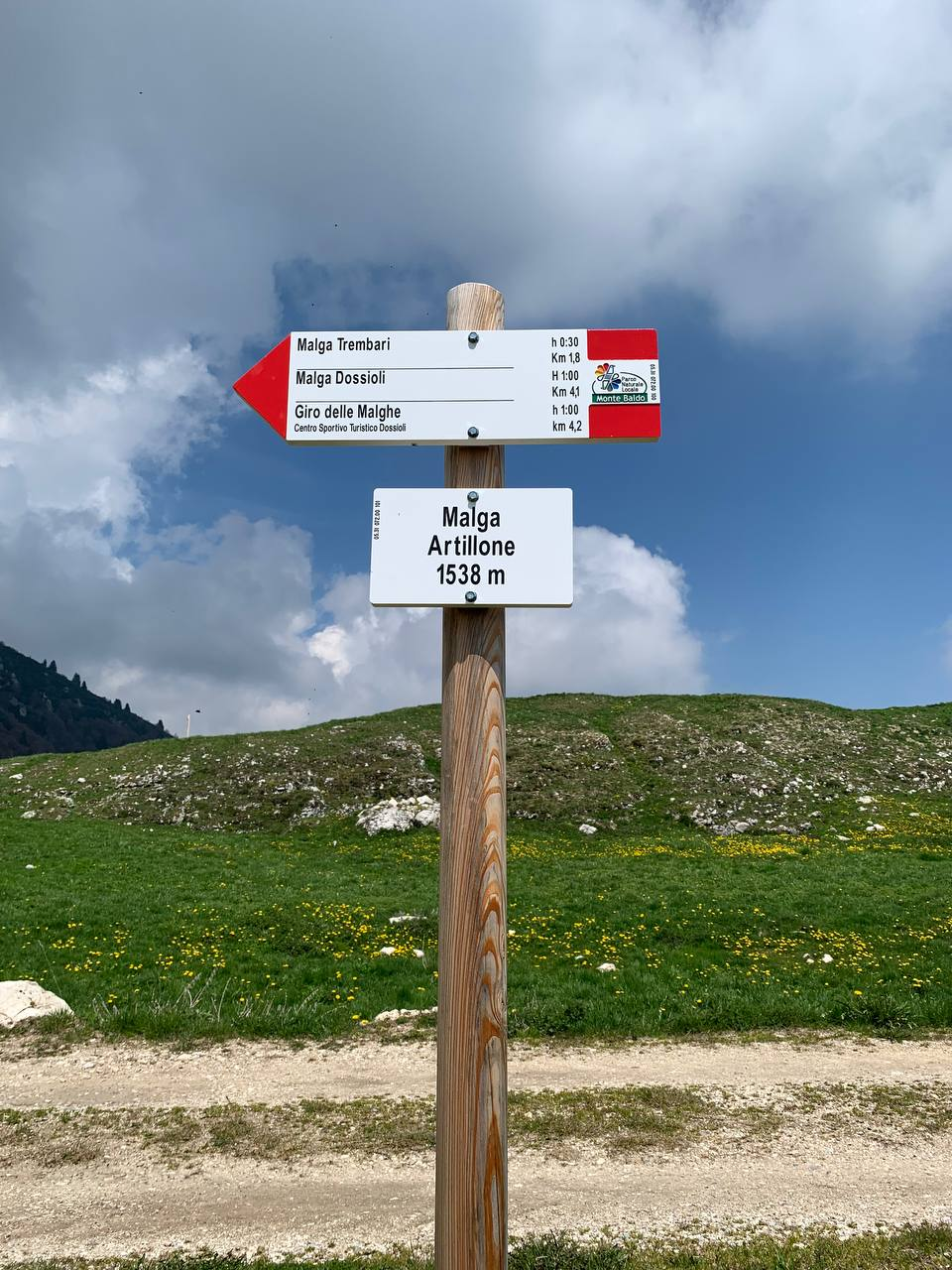
Segnaletica in loco

La malga è attestata a partire dal 1762 dalla cartografia storica trentina, ma è sicura la frequentazione fin dall'età del bronzo, come testimonia il ritrovamento di un coltello in bronzo con manico a giorno ed anello terminale, databile fra il XII e l’XI sec. a.C.. Il nome del luogo sembra derivare dalla radice gallica arto- tradotto come "orso", ad indicare una probabile presenza di questo tipo di animale ai tempi del popolamento celtico della zona.
La malga fu sede dell'alto comando austriaco durante alcuni scontri che si consumarono tra il maggio e il luglio del 1796 nei pressi del Monte Baldo e videro contrapporsi le truppe del generale von Melas ad una parte dell'Armata d'Italia, nel contesto della Campagna d'Italia. La vittoria austriaca sulle forze francesi non fu determinante, tanto che nell'agosto dello stesso anno, al seguito della battaglia di Castiglione, le truppe francesi del generale Massena occuparono la zona.
L'utilizzo della malga continua per tutto il XIX secolo fino ad oggi.

## Descrizione
Il terreno è delimitato da una recinzione in legno senza cancello e contiene tre edifici. L'edificio principale si caratterizza per una struttura stretta e lunga, di cemento intonacato con un tetto a doppio spiovente, in legno ricoperto da lastre metalliche. Lo spazio antistante l'edificio è, a sua volta, in cemento. Un secondo edificio, retrostante possiede uno scheletro in cemento con parti in legno, ed è adibito a stalla. Tutto a torno si stende l'Artilon, una vasta area boschiva e pascoliva dalla Cima Pozzette fino alla Strada provinciale del Monte Baldo.